# E. Jerome McCarthy
E. Jerome McCarthy (20 de febrero de 1928 - 3 de diciembre de 2015) fue un profesor de contabilidad estadounidense en la Universidad Estatal de Míchigan. Él es el autor del influyente libro básico de comercialización. Un enfoque de gestión (ahora en su 16 ª edición y con otros coautores). El profesor E. Jerome McCarthy, en 1960, redujo el concepto de Marketing Mix a 4 elementos: producto, precio, plaza y promoción. Recibió su doctorado de la Universidad de Minnesota.

## Mezcla Comercial
Producto: Los aspectos de comercialización de productos de acuerdo con las especificaciones de los propios productos o servicios, y cómo se relaciona con las necesidades y deseos del usuario final. El ámbito de aplicación de un producto normalmente incluye el apoyo a elementos tales como garantías, fianzas, y de apoyo.
Precios: Se refiere al proceso de fijación de un precio para un producto, incluidos los descuentos. El precio no tiene que ser sólo monetario, sino que simplemente puede ser lo que se intercambia por el producto o servicios, por ejemplo, tiempo, energía, o la atención. Métodos de fijación de precios de manera óptima en el ámbito de la ciencia de fijación de precios.
Posición (o distribución): se refiere a la forma en que el producto llega al cliente, por ejemplo, el punto de venta o la colocación de venta al por menor. Este tercer puesto de P también ha sido llamada Place, refiriéndose al canal por el cual se vende un producto o servicio (por ejemplo, en línea frente al por menor), que región geográfica o industria, para que los adultos segmento (jóvenes, familias, gente de negocios), etc . También se refiere a cómo el entorno en el que se vende el producto puede afectar en las ventas.
Promoción: Esto incluye la publicidad, la promoción de ventas, publicidad y ventas personales, de marca y se refiere a los diversos métodos de promoción del producto, marca o empresa.